# Баїркумський сільський округ
Баїрку́мський сільський округ (каз. Байырқұм ауылдық округі, рос. Баиркумский сельский округ) — адміністративна одиниця у складі Ариської міської адміністрації Туркестанської області Казахстану. Адміністративний центр — село Баїркум.
Населення — 3565 осіб (2021; 3787 у 2009, 4042 у 1999, 3935 у 1989).
Станом на 1989 рік існувала Тахиркольська сільська рада (села Баїркум, Жиделі, Кокколь, Польовод, Тушикудук, селища Аккала, Канкози) Чардаринського району. Пізніше села Аккала та Жиделі утворили окремий Жиделинський сільський округ.

## Склад
До складу округу входять такі населені пункти:
| Населений пункт | Колишні назви | Населення, осіб (1989) | Населення, осіб (1999) | Населення, осіб (2009) | Населення, осіб (2021) |
| --------------- | ------------- | ---------------------- | ---------------------- | ---------------------- | ---------------------- |
| Баїркум, село   | -             | 2266                   | 3073                   | 2622                   | 2688                   |
| Жосали, село    | -             | -                      | 119                    | 301                    | 87                     |
| Канкози, село   | -             | 130                    | 0                      | -                      | -                      |
| Кокжиде, село   | Польовод      | 848                    | 850                    | 864                    | 790                    |
| Кокколь, село   | -             | 270                    | -                      | -                      | -                      |
| Тушикудук, село | -             | 421                    | -                      | -                      | -                      |